# Giuse Nguyễn Duy Khang
Giuse Nguyễn Duy Khang (1832-1861) là một thầy giảng Dòng Ba Đa Minh, đã được phong thánh của Giáo hội Công giáo Rôma vào năm 1988 bởi Giáo hoàng Gioan Phaolô II.

## Tiểu sử
Giuse Nguyễn Duy Khang sinh năm 1832 tại làng Trà Vy, xã Vũ Công, huyện Kiến Xương, tỉnh Thái Bình, thuộc Giáo phận Thái Bình trong một gia đình Công giáo đạo đức. Cha mất sớm, mẹ lo cho Khang được học hành đàng hoàng rồi gởi Khang cho linh mục Mátthêu Năng thuộc Dòng Đa Minh với ý hướng cho con đi tu. Sau mười năm sống cùng linh mục này, Khang được ông gửi vào chủng viện Kẻ Mốt để học tiếng Latinh, chuẩn bị cho sứ vụ linh mục tương lai. Trong thời gian này, Khang cũng nhập Dòng Ba Đa Minh (tu hội dành cho giáo dân) và được tín nhiệm giao cho nhiều trọng trách. Giám mục Hemosilla (tên việt là Liêm) ở Kẻ Mốt cũng chọn thầy Khang làm người phụ tá riêng.
Ngày 5 tháng 8 năm 1861, vua Tự Đức ra chiếu chỉ cấm đạo Công giáo. Theo đó, mọi tín hữu Kitô bị khắc trên má chữ tả đạo, không được sống thành cộng đoàn, mà đều bị phân tán vào các làng ngoại giáo; các nhà thờ, nhà chung, tài sản của giáo sĩ bị tịch thu, chia chác hoặc hủy hoại. Trong bối cảnh đó, ngày 18 tháng 9, Giám mục Hemosilla đành phải quyết định giải tán chủng viện Kẻ Mốt và chia tay các chủng sinh để ly tán, riêng thầy Khang thì vẫn quyết theo Giám mục Hemosilla. Thầy Khang và giám mục trú ẩn trong một cái hang ở Thọ Ninh, rồi lại xuống một thuyền đánh cá để tránh bị quan quân phát hiện. Cả hai người đến được Hải Dương và tá túc trên thuyền của một giáo hữu tên Trương Bính.
Một hôm, người con trai của Trương Bính cãi lộn với cha mẹ, anh ta tức giận nên đã đi tố cáo ông bà chứa chấp đạo trưởng. Quan quân kéo đến vây bắt thì thầy Khang liền nhổ cây sào chống thuyền chạy đến đứng chắn cho Giám mục Hemosilla nhưng ông nói rằng: "Đừng làm vậy mà hãy phó mặc cho Chúa". Thầy Khang vâng lời và cả hai người bị binh lính bắt về Hải Dương, giam mỗi người một nơi. Trong thời gian này, thầy Khang bị đưa đi tra tấn ba lần, nhưng thầy vẫn không hề tiết lộ chi tiết ẩn náu của các giáo sĩ khác, và cũng không chịu bỏ đạo theo yêu cầu của nhà quan. Ngày 6 tháng 12 năm 1861, triều đình gửi bản án xử trảm thầy Khang, thầy chịu án cùng năm. Thi hài của thầy được dân địa phương chôn cất ở ngoài ruộng. Năm 1867, người anh ruột của thầy Khang đã dời hài cốt của em mình về nhà nguyện Kẻ Mốt.
Ngày 20 tháng 5 năm 1906, Giáo hoàng Piô X suy tôn thầy Giuse Nguyễn Duy Khang lên bậc chân phước. Ngày 19 tháng 6 năm 1988, Giáo hoàng Gioan Phaolô II suy tôn ngài lên bậc hiển thánh.